# Il giovane dottor Freud
Il giovane dottor Freud è uno sceneggiato televisivo del 1982, diretto da Alessandro Cane ed interpretato da Paolo Graziosi.

## Trama
La vita di Sigmund Freud, dall'età della giovinezza fino alla morte sopravvenuta nella Londra nel 1939. Lo sceneggiato si concentra, soprattutto, sull'età giovanile del dottor Freud: sugli studi promossi dal giovane Sigmund che portarono al riconoscimento delle teorie sulla psicoanalisi, sul rapporto coi colleghi, in particolare col collega e amico Josef Breuer, sullo studio di alcuni casi particolari come quello della giovane schizofrenica Bertha (oggetto della prima puntata), sui casi della bella e tormentata Elisabeth e del giovane August, uno dei primi casi studiati di isteria maschile (entrambi oggetto della seconda puntata), di quello di una enigmatica paziente menzognera (oggetto della terza puntata). Infine, lo sceneggiato, si concentrerà su una autoanalisi personale, che porterà il giovane Sigmund a comprendere molti perché alla base delle sue paure e dei suoi timori.